# مزار (بیرجند)
مزار یک روستا در ایران است که در دهستان باقران شهرستان بیرجند واقع شده‌است. مزار ۳۳ نفر جمعیت دارد.